# Trieces arcuatus
Trieces arcuatus là một loài tò vò trong họ Ichneumonidae.